# Veronica tairawhiti
Veronica tairawhiti är en grobladsväxtart som först beskrevs av B.D.Clarkson och Garn.-jones, och fick sitt nu gällande namn av Garn.-jones. Veronica tairawhiti ingår i släktet veronikor, och familjen grobladsväxter. Inga underarter finns listade i Catalogue of Life.